# Musca lusoria
Musca lusoria är en tvåvingeart som beskrevs av Christian Rudolph Wilhelm Wiedemann 1824. Musca lusoria ingår i släktet Musca och familjen husflugor. Inga underarter finns listade i Catalogue of Life.